# 索科利夫卡 (特諾皮爾州)
49°46′57″N 25°59′10″E / 49.78250°N 25.98611°E
索科利夫卡（羅馬化：Solokivka）是烏克蘭西部捷爾諾波爾州克列梅涅茨區拉尼夫齊市鎮的村莊，始建於1989年，面積1平方公里，2001年人口226，人口密度每平方公里226人。